# An Dro
Der An Dro (bretonisch: Die Drehung) ist ein bretonischer Reihen- oder Kreistanz im 2/4 Takt aus der Region von Vannes. Es ist ein üblicher Branle Double mit Armbewegungen als Besonderheit. Seine Dynamik geht von der ein- und ausdrehenden Armbewegung der untergefassten Tänzer aus. Von den Schritten her ist der An Dro mit Pilé-menu und Tour verwandt.
Wurde der An Dro zu Anfang des 20. Jahrhunderts noch im geschlossenen Kreis getanzt, ist seine moderne Form die einer offenen Kette.
Der An Dro hat sich durch das Folk-Revival zu einem der bekanntesten bretonischen Tänze in Deutschland entwickelt und wird heute fast in allen Regionen der Bretagne auf den Festoù-noz getanzt. Gleichzeitig gehört er in ganz Frankreich wie auch in Teilen Deutschlands zum Standardrepertoire des Bal Folk.
Moderne Abwandlungen, teilweise in Kombination mit anderen Tänzen sind der An Dro Retourné und der Dañs Trikot.

## Verbreitung
Der An Dro ist in der historischen Provinz Vannetais zu lokalisieren, ein Gebiet um die Stadt Vannes herum.

## Entwicklung
Wie der Pilé-menu entstand der An dro aus den Branles doubles der Renaissance, die ihrerseits von den alten Ronds abstammen.
Der An dro ist ein kollektiver Tanz, der eine Einheit der ländlichen oder dörflichen Gemeinschaft ausdrückt. In einer Gesellschaft, in welcher der Klerus das Verhalten regulieren möchte, sind Paartänze (dañs kof ha kof, „Bauch-an-Bauch-Tänze“) allgemein als unmoralisch oder unkeusch angesehen.
Im späten 19. und frühen 20. Jahrhundert folgten die Tänze dem allgemeinen Trend zum Individualismus. Die Kreise öffneten sich zu Ketten und nahmen einzelne Paartanzelemente auf. Zur Zeit des Ersten Weltkriegs entstand der Kas a-barh.

## Ausgangsposition
Die Tänzer stehen im Kreistanz und fassen sich durch. Heutzutage fassen sich die Tänzer an den kleinen Finger (hakeln), wobei früher auch andere Finger, wie Mittelfinger oder Zeigefinger verwendet wurden.
Anfangs sind die Arme in Tiefhalte: Arme werden locker nach unten gehalten.

## Geschwindigkeit
Die Melodie wird ungefähr mit 90 bpm gespielt.

## Grundschritt

Grundschritt An dro

Es gibt verschiedene Tanzformen, die sich leicht in den Schritten unterscheiden.
Während des Tanzes blicken die Tänzer in die Kreismitte (senkrecht zur Tanzrichtung) oder leicht nach links gewandt.

### An Dro Gwened
Diese Variante wird häufig als An Dro getanzt und stammt aus dem Ort Baud.
Branle Double nach links  = Links-seit Rechts-ran Links-seit Rechts- leicht und unbelastet in der Luft nachstellen (kein kicken oder vorschwingen) – als ob der Fuß eine Pause macht 
Branle Double nach rechts = gegengleich, Schritte dabei fast auf der Stelle, was insgesamt ein Vorwärtskommen nach links bedingt und so auch typisch für die Familie der Branles ist.
Beim Double nach links erfolgt die Bewegung der Kette nach links. Beim Double nach rechts werden die Schritte am Platz getanzt ohne seitliche Bewegung mit einer geringen Bewegung nach vorne. Hierdurch entsteht eine wellenartige Bewegung, indem die Kette in der ersten Hälfte nach links tanzt und in der zweiten Hälfte stehen bleibt.

### An Dro modh kozh
Branle Double nach links = Links-seit Rechts-ran Links-seit Rechts- leicht und unbelastet in der Luft nachstellen (kein kicken oder vorschwingen) – als ob der Fuß eine Pause macht 
Branle Double rechts = Rechts vorkreuzen, Links-seit, Rechts-ran, Links – leicht und unbelastet in der Luft nachstellen (Kein kicken oder vorschwingen).
Durch das Vorkreuzen im zweiten Teil bewegt sich die Kette durchgehend nach links. Lediglich von kurzen Stops abgebremst, wenn ein Bein für kurze Zeit unbelastet in der Luft gehalten wird (zwischen 2 und 3 bzw. zwischen 4 und 1).

### Tour
Die Tour ist eine entfernte Variante des An-Dro. Sie unterscheidet sich deutlich in den Armbewegungen.

## Armbewegungen
Die Tänzer beginnen mit gestreckter Tiefhalte: Die Hände hängen gerade runter.
Während des Branle Double nach links werden die Arme in einem kleinen Kreis in die gebeugte Vorhalte überführt. Von der Seite betrachtet beschreibt die Hand eine Neun.
Bei der Rück-Bewegung zum Branle Double nach rechts: die Armbewegung wird gegenläufig ausgeführt, wieder beschreibt die Hand eine 9 in die gestreckte Tiefhalte.